# Европско првенство у рукомету 2020.
Четрнаесто Европско првенство у рукомету одржавало се по први пут у три различите државе: Аустрији, Норвешкој и Шведској док се финале одржало у Стокхолму. На овом првенству први пут је учествовало 24 репрезентације.

## Градови домаћини
| Стокхолм, Шведска     | Малме, Шведска           | Гетеборг, Шведска             |
| --------------------- | ------------------------ | ----------------------------- |
| Теле два арена        | Малме арена              | Скандинавијум                 |
| Капацитет: 24.000     | Капацитет: 14.000        | Капацитет: 12.000             |
|                       |                          |                               |
| Беч, Аустрија         | Грац, Аустрија           | Трондхејм, Норвешка           |
| Бечка градска дворана | Спортска дворана у Грацу | Спортска дворана у Трондхејму |
| Капацитет: 12.000     | Капацитет: 6000          | Капацитет: 8000               |
|                       |                          |                               |

## Квалификовани тимови
| Репрезентација      | Квалификован као      | Датум квалификације | Прошла учешћа                                                                     |
| ------------------- | --------------------- | ------------------- | --------------------------------------------------------------------------------- |
| Аустрија            | Домаћин               | 20. септембар 2014. | 3 (2010, 2014, 2018)                                                              |
| Норвешка            | Домаћин               | 20. септембар 2014. | 8 (2000, 2006, 2008, 2010, 2012, 2014, 2016, 2018)                                |
| Шведска             | Домаћин               | 20. септембар 2014. | 12 (1994, 1996, 1998, 2000, 2002, 2004, 2008, 2010, 2012, 2014, 2016, 2018)       |
| Шпанија             | Бранилац титуле       | 26. јануар 2018.    | 13 (1994, 1996, 1998, 2000, 2002, 2004, 2006, 2008, 2010, 2012, 2014, 2016, 2018) |
| Немачка             | Победник групе 1      | 13. април 2019.     | 12 (1994, 1996, 1998, 2000, 2002, 2004, 2006, 2008, 2010, 2012, 2016, 2018)       |
| Словенија           | Победник групе 4      | 14. април 2019.     | 11 (1994, 1996, 2000, 2002, 2004, 2006, 2008, 2010, 2012, 2016, 2018)             |
| Хрватска            | Победник групе 2      | 14. април 2019.     | 13 (1994, 1996, 1998, 2000, 2002, 2004, 2006, 2008, 2010, 2012, 2014, 2016, 2018) |
| Северна Македонија  | Победник групе 3      | 12. јун 2019.       | 5 (1998, 2012, 2014, 2016, 2018)                                                  |
| Данска              | Победник групе 8      | 12. јун 2019.       | 12 (1994, 1996, 2000, 2002, 2004, 2006, 2008, 2010, 2012, 2014, 2016, 2018)       |
| Мађарска            | Победник групе 7      | 12. јун 2019.       | 11 (1994, 1996, 1998, 2004, 2006, 2008, 2010, 2012, 2014, 2016, 2018)             |
| Летонија            | Победник групе 4      | 12. јун 2019.       | 0 (деби)                                                                          |
| Португалија         | Друго место у групи 6 | 13. јун 2019.       | 5 (1994, 2000, 2002, 2004, 2006)                                                  |
| Француска           | Победник групе 6      | 13. јун 2019.       | 13 (1994, 1996, 1998, 2000, 2002, 2004, 2006, 2008, 2010, 2012, 2014, 2016, 2018) |
| Русија              | Друго место у групи 7 | 13. јун 2019.       | 12 (1994, 1996, 1998, 2000, 2002, 2004, 2006, 2008, 2010, 2012, 2014, 2016)       |
| Чешка               | Победник групе 5      | 13. јун 2019.       | 9 (1996, 1998, 2002, 2004, 2008, 2010, 2012, 2014, 2018)                          |
| Белорусија          | Друго место у групи 5 | 13. јун 2019.       | 5 (1994, 2008, 2014, 2016, 2018)                                                  |
| Пољска              | Друго место у групи 1 | 16. јун 2019.       | 8 (2002, 2004, 2006, 2008, 2010, 2012, 2014, 2016)                                |
| Швајцарска          | Друго место у групи 2 | 16. јун 2019.       | 3 (2002, 2004, 2006)                                                              |
| Исланд              | Друго место у групи 3 | 16. јун 2019.       | 10 (2000, 2002, 2004, 2006, 2008, 2010, 2012, 2014, 2016, 2018)                   |
| Црна Гора           | Друго место у групи 8 | 16. јун 2019.       | 4 (2008, 2014, 2016, 2018)                                                        |
| Босна и Херцеговина | Треће место у групи 5 | 16. јун 2019.       | 0 (деби)                                                                          |
| Србија              | Треће место у групи 2 | 16. јун 2019.       | 5 (2010, 2012, 2014, 2016, 2018)                                                  |
| Холандија           | Треће место у групи 4 | 16. јун 2019.       | 0 (деби)                                                                          |
| Украјина            | Треће место у групи 8 | 16. јун 2019.       | 5 (2000, 2002, 2004, 2006, 2010)                                                  |

Напомена: Подебљане године указује на шампиона те године. Косе године указују на домаћина те године.

## Жреб
Жреб је одржан у Ерсте банк кампусу у Бечу 28. јуна 2019.

### Шешири
| Шешир 1                                                     | Шешир 2                                                                       | Шешир 3                                                               | Шешир 4                                                                 |
| ----------------------------------------------------------- | ----------------------------------------------------------------------------- | --------------------------------------------------------------------- | ----------------------------------------------------------------------- |
| - Шпанија - Шведска - Француска - Данска - Хрватска - Чешка | - Норвешка - Словенија - Немачка - Северна Македонија - Мађарска - Белорусија | - Аустрија - Исланд - Црна Гора - Португалија - Швајцарска - Летонија | - Пољска - Русија - Србија - Украјина - Босна и Херцеговина - Холандија |

## Судије
Датума 21. августа 2019, објављен је званичан списак судија за турнир. Дана 27. децембра, ЕХФ је заменила судијски пар из Србије, Ненада Николића и Душана Стојковића, с летонским паром Зигмарсом Сондорсом и Ренарсом Лициском због повреде и касног опоравка Николића у октобру.
| Прелиминарна рунда | Прелиминарна рунда                   | Прелиминарна рунда |
| Држава             | Судије                               |                    |
| ------------------ | ------------------------------------ | ------------------ |
| Аустрија           | Радојко Бркић Андреј Јусуфхоџић      |                    |
| Хрватска           | Далибор Јуриновић Марко Мрвица       |                    |
| Данска             | Јеспер Мадсен Хенрик Мортенсен       |                    |
| Француска          | Шарлот Бонавентура Жулие Бонавентура |                    |
| Немачка            | Роберт Шулце Тобијас Тенис           |                    |
| Исланд             | Јонас Елиасон Антон Палсон           |                    |
| Норвешка           | Ларс Јерум Ховард Клевен             |                    |
| Летонија           | Зигмарс Сондорс Ренарс Лицис         |                    |
| Словачка           | Михал Бадура Јарослав Ондогрекула    |                    |
| Словенија          | Бојан Лах Давид Сок                  |                    |
| Шпанија            | Андреу Марин Игнасио Гарсија         |                    |

| Прелиминарна и главна рунда | Прелиминарна и главна рунда      | Прелиминарна и главна рунда |
| Држава                      | Судије                           |                             |
| --------------------------- | -------------------------------- | --------------------------- |
| Чешка                       | Ваклав Хорачек Јири Новотни      |                             |
| Литванија                   | Ваидас Мажеика Миндаугас Гателис |                             |
| Црна Гора                   | Иван Павићевић Милош Ражнатовић  |                             |
| Северна Македонија          | Ђорђи Начевски Славе Николов     |                             |
| Португалија                 | Дуарте Сантош Рикардо Фонсека    |                             |
| Шведска                     | Мирза Куртагик Матијас Ветервик  |                             |
| Швајцарска                  | Артур Брунер Морад Сала          |                             |

| Главна рунда | Главна рунда                  | Главна рунда |
| Држава       | Судије                        |              |
| ------------ | ----------------------------- | ------------ |
| Хрватска     | Матија Губица Борис Милошевић |              |
| Данска       | Мартин Јединг Мадс Хансен     |              |
| Француска    | Стеван Пишон Лорен Реве       |              |
| Немачка      | Ларс Гајпел Маркус Хелбиг     |              |
| Шпанија      | Оскар Ралуј Анхел Сабросо     |              |

## Прелиминарна рунда
Сва времена су локална (УТЦ+1)
Легенда: О — одиграно утакмица, П — победа, Н — нерешено, И — изгубљено, ГД — голова дато, ГП — голова примљено, ГР — Гол-разлика

### Група А
| Поз. | Репрезентација | О | П | Н | И | ГД | ГП | ГР  | Бод. | Квалификација |
| ---- | -------------- | - | - | - | - | -- | -- | --- | ---- | ------------- |
| 1.   | Хрватска       | 3 | 3 | 0 | 0 | 82 | 65 | +17 | 6    | Главна рунда  |
| 2.   | Белорусија     | 3 | 2 | 0 | 1 | 94 | 88 | +6  | 4    | Главна рунда  |
| 3.   | Црна Гора      | 3 | 1 | 0 | 2 | 70 | 84 | −14 | 2    |               |
| 4.   | Србија         | 3 | 0 | 0 | 3 | 72 | 81 | −9  | 0    |               |

| 9. јануар 2020. 18:15 | Белорусија | 35 : 30   | Србија        | Спортска хала Грац, Грац Гледалаца: 3.806 Судије: Сантош, Фонсека (ПОР) |
| 9. јануар 2020. 18:15 | Каралек 9  | (16 : 15) | Радивојевић 6 | Спортска хала Грац, Грац Гледалаца: 3.806 Судије: Сантош, Фонсека (ПОР) |
| 9. јануар 2020. 18:15 | 9× 1×      | Детаљи    | 3× 2×         | Спортска хала Грац, Грац Гледалаца: 3.806 Судије: Сантош, Фонсека (ПОР) |

| 9. јануар 2020. 20:30 | Хрватска  | 27 : 21   | Црна Гора | Спортска хала Грац, Грац Гледалаца: 5.630 Судије: Брунер, Сала (ШВА) |
| 9. јануар 2020. 20:30 | Циндрић 6 | (12 : 13) | Грбовић 6 | Спортска хала Грац, Грац Гледалаца: 5.630 Судије: Брунер, Сала (ШВА) |
| 9. јануар 2020. 20:30 | 2×        | Детаљи    | 7× 3×     | Спортска хала Грац, Грац Гледалаца: 5.630 Судије: Брунер, Сала (ШВА) |

| 11. јануар 2020. 16:00 | Хрватска  | 31 : 23   | Белорусија | Спортска хала Грац, Грац Гледалаца: 6.000 Судије: Бонавентура, Бонавентура (ФРА) |
| 11. јануар 2020. 16:00 | Карачић 6 | (15 : 10) | Ваилупов 8 | Спортска хала Грац, Грац Гледалаца: 6.000 Судије: Бонавентура, Бонавентура (ФРА) |
| 11. јануар 2020. 16:00 | 4×        | Детаљи    | 5× 1×      | Спортска хала Грац, Грац Гледалаца: 6.000 Судије: Бонавентура, Бонавентура (ФРА) |

| 11. јануар 2020. 18:15 | Црна Гора | 22 : 21   | Србија  | Спортска хала Грац, Грац Гледалаца: 5.500 Судије: Мадсен, Мортенсен (ДАН) |
| 11. јануар 2020. 18:15 | Грбовић 5 | (11 : 10) | Кукић 6 | Спортска хала Грац, Грац Гледалаца: 5.500 Судије: Мадсен, Мортенсен (ДАН) |
| 11. јануар 2020. 18:15 | 7× 2×     | Детаљи    | 4× 1×   | Спортска хала Грац, Грац Гледалаца: 5.500 Судије: Мадсен, Мортенсен (ДАН) |

| 13. јануар 2020. 18:15 | Црна Гора  | 27 : 36   | Белорусија | Спортска хала Грац, Грац Гледалаца: 5.000 Судије: Јерум, Клевен (НОР) |
| 13. јануар 2020. 18:15 | Липовина 5 | (11 : 17) | Ваилупов 7 | Спортска хала Грац, Грац Гледалаца: 5.000 Судије: Јерум, Клевен (НОР) |
| 13. јануар 2020. 18:15 | 2× 1×      | Детаљи    | 3× 1×      | Спортска хала Грац, Грац Гледалаца: 5.000 Судије: Јерум, Клевен (НОР) |

| 13. јануар 2020. 20:30 | Србија               | 21 : 24  | Хрватска            | Спортска хала Грац, Грац Гледалаца: 6.500 Судије: Куртагик, Ветервик (ШВЕ) |
| 13. јануар 2020. 20:30 | Кукић, Радивојевић 4 | (10 : 8) | Дувњак, Степанчић 5 | Спортска хала Грац, Грац Гледалаца: 6.500 Судије: Куртагик, Ветервик (ШВЕ) |
| 13. јануар 2020. 20:30 | 4×                   | Детаљи   | 5× 2×               | Спортска хала Грац, Грац Гледалаца: 6.500 Судије: Куртагик, Ветервик (ШВЕ) |

### Група Б
| Поз. | Репрезентација     | О | П | Н | И | ГД | ГП | ГР  | Бод. | Квалификација |
| ---- | ------------------ | - | - | - | - | -- | -- | --- | ---- | ------------- |
| 1.   | Аустрија           | 3 | 3 | 0 | 0 | 98 | 87 | +11 | 6    | Главна рунда  |
| 2.   | Чешка              | 3 | 2 | 0 | 1 | 79 | 76 | +3  | 4    | Главна рунда  |
| 3.   | Северна Македонија | 3 | 1 | 0 | 2 | 79 | 84 | −5  | 2    |               |
| 4.   | Украјина           | 3 | 0 | 0 | 3 | 74 | 83 | −9  | 0    |               |

| 10. јануар 2020. 18:15 | Чешка    | 29 : 32   | Аустрија | Бечка градска дворана, Беч Гледалаца: 7.070 Судије: Елиасон, Палсон (ИСЛ) |
| 10. јануар 2020. 18:15 | Хрстка 6 | (14 : 13) | Билик 12 | Бечка градска дворана, Беч Гледалаца: 7.070 Судије: Елиасон, Палсон (ИСЛ) |
| 10. јануар 2020. 18:15 | 3×       | Детаљи    | 5× 1×    | Бечка градска дворана, Беч Гледалаца: 7.070 Судије: Елиасон, Палсон (ИСЛ) |

| 10. јануар 2020. 20:30 | Северна Македонија | 26 : 25   | Украјина    | Бечка градска дворана, Беч Гледалаца: 7.070 Судије: Јерум, Клевен (НОР) |
| 10. јануар 2020. 20:30 | Лазаров 8          | (13 : 10) | Остроушко 5 | Бечка градска дворана, Беч Гледалаца: 7.070 Судије: Јерум, Клевен (НОР) |
| 10. јануар 2020. 20:30 | 3× 1×              | Детаљи    | 7× 1×       | Бечка градска дворана, Беч Гледалаца: 7.070 Судије: Јерум, Клевен (НОР) |

| 12. јануар 2020. 16:00 | Чешка      | 27 : 25  | Северна Македонија | Бечка градска дворана, Беч Гледалаца: 6.642 Судије: Куртагик, Ветервик (ШВЕ) |
| 12. јануар 2020. 16:00 | Кашпарек 7 | (9 : 11) | Лазаров 11         | Бечка градска дворана, Беч Гледалаца: 6.642 Судије: Куртагик, Ветервик (ШВЕ) |
| 12. јануар 2020. 16:00 | 6× 1×      | Детаљи   | 3× 1×              | Бечка градска дворана, Беч Гледалаца: 6.642 Судије: Куртагик, Ветервик (ШВЕ) |

| 12. јануар 2020. 18:15 | Аустрија | 34 : 30   | Украјина    | Бечка градска дворана, Беч Гледалаца: 7.078 Судије: Бонавентура, Бонавентура (ФРА) |
| 12. јануар 2020. 18:15 | Билик 9  | (18 : 17) | Козакевич 7 | Бечка градска дворана, Беч Гледалаца: 7.078 Судије: Бонавентура, Бонавентура (ФРА) |
| 12. јануар 2020. 18:15 | 3× 1×    | Детаљи    | 4×          | Бечка градска дворана, Беч Гледалаца: 7.078 Судије: Бонавентура, Бонавентура (ФРА) |

| 14. јануар 2020. 18:15 | Аустрија | 32 : 28   | Северна Македонија | Бечка градска дворана, Беч Гледалаца: 7.623 Судије: Лах, Сок (СЛО) |
| 14. јануар 2020. 18:15 | Вебер    | (18 : 12) | Стоилов            | Бечка градска дворана, Беч Гледалаца: 7.623 Судије: Лах, Сок (СЛО) |
| 14. јануар 2020. 18:15 | 4× 2×    | Детаљи    | 3×                 | Бечка градска дворана, Беч Гледалаца: 7.623 Судије: Лах, Сок (СЛО) |

| 14. јануар 2020. 20:30 | Украјина    | 19 : 23  | Чешка   | Бечка градска дворана, Беч Гледалаца: 4.097 Судије: Сантош, Фонсека (ПОР) |
| 14. јануар 2020. 20:30 | Козакевич 4 | (10 : 9) | Бабак 6 | Бечка градска дворана, Беч Гледалаца: 4.097 Судије: Сантош, Фонсека (ПОР) |
| 14. јануар 2020. 20:30 | 5× 1×       | Детаљи   | 3× 1×   | Бечка градска дворана, Беч Гледалаца: 4.097 Судије: Сантош, Фонсека (ПОР) |

### Група Ц
| Поз. | Репрезентација | О | П | Н | И | ГД  | ГП | ГР  | Бод. | Квалификација |
| ---- | -------------- | - | - | - | - | --- | -- | --- | ---- | ------------- |
| 1.   | Шпанија        | 3 | 3 | 0 | 0 | 102 | 73 | +29 | 6    | Главна рунда  |
| 2.   | Немачка        | 3 | 2 | 0 | 1 | 88  | 83 | +5  | 4    | Главна рунда  |
| 3.   | Холандија      | 3 | 1 | 0 | 2 | 80  | 94 | −14 | 2    |               |
| 4.   | Летонија       | 3 | 0 | 0 | 3 | 73  | 93 | −20 | 0    |               |

| 9. јануар 2020. 18:15 | Немачка            | 34 : 23   | Холандија | Спортска дворана у Трондхејму, Трондхејм Гледалаца: 4.057 Судије: Сок, Лах (СЛО) |
| 9. јануар 2020. 18:15 | Хефнер, Колбахер 5 | (15 : 13) | Смитс 7   | Спортска дворана у Трондхејму, Трондхејм Гледалаца: 4.057 Судије: Сок, Лах (СЛО) |
| 9. јануар 2020. 18:15 | 5× 2× 1×           | Детаљи    | 4× 2×     | Спортска дворана у Трондхејму, Трондхејм Гледалаца: 4.057 Судије: Сок, Лах (СЛО) |

| 9. јануар 2020. 20:30 | Шпанија           | 33 : 22   | Летонија     | Спортска дворана у Трондхејму, Трондхејм Гледалаца: 4.524 Судије: Мадсен, Мортенсен (ДАН) |
| 9. јануар 2020. 20:30 | Фернандез Перез 5 | (14 : 11) | Криштопанс 7 | Спортска дворана у Трондхејму, Трондхејм Гледалаца: 4.524 Судије: Мадсен, Мортенсен (ДАН) |
| 9. јануар 2020. 20:30 | 1× 2×             | Детаљи    | 5× 1×        | Спортска дворана у Трондхејму, Трондхејм Гледалаца: 4.524 Судије: Мадсен, Мортенсен (ДАН) |

| 11. јануар 2020. 16:00 | Летонија     | 24 : 32   | Холандија | Спортска дворана у Трондхејму, Трондхејм Гледалаца: 5.942 Судије: Бадура, Ондогрекула (СВК) |
| 11. јануар 2020. 16:00 | Криштопанс 7 | (10 : 16) | Смитс 7   | Спортска дворана у Трондхејму, Трондхејм Гледалаца: 5.942 Судије: Бадура, Ондогрекула (СВК) |
| 11. јануар 2020. 16:00 | 3× 1×        | Детаљи    | 5× 1×     | Спортска дворана у Трондхејму, Трондхејм Гледалаца: 5.942 Судије: Бадура, Ондогрекула (СВК) |

| 11. јануар 2020. 18:15 | Шпанија      | 33 : 26   | Немачка   | Спортска дворана у Трондхејму, Трондхејм Гледалаца: 6.558 Судије: Брунер,Сала (ШВА) |
| 11. јануар 2020. 18:15 | Дујшебајев 7 | (14 : 11) | Пекелер 5 | Спортска дворана у Трондхејму, Трондхејм Гледалаца: 6.558 Судије: Брунер,Сала (ШВА) |
| 11. јануар 2020. 18:15 | 4× 2×        | Детаљи    | 4× 2×     | Спортска дворана у Трондхејму, Трондхејм Гледалаца: 6.558 Судије: Брунер,Сала (ШВА) |

| 13. јануар 2020. 18:15 | Летонија     | 27 : 28   | Немачка | Спортска дворана у Трондхејму, Трондхејм Гледалаца: 3.540 Судије: Елиасон, Палсон (ИСЛ) |
| 13. јануар 2020. 18:15 | Криштопанс 7 | (11 : 16) | Кин 8   | Спортска дворана у Трондхејму, Трондхејм Гледалаца: 3.540 Судије: Елиасон, Палсон (ИСЛ) |
| 13. јануар 2020. 18:15 | 6× 1×        | Детаљи    | 6× 2×   | Спортска дворана у Трондхејму, Трондхејм Гледалаца: 3.540 Судије: Елиасон, Палсон (ИСЛ) |

| 13. јануар 2020. 20:30 | Холандија | 25 : 36   | Шпанија  | Спортска дворана у Трондхејму, Трондхејм Гледалаца: 3.809 Судије: Мажеика, Гателис (ЛИТ) |
| 13. јануар 2020. 20:30 | Смитс 8   | (13 : 17) | Македа 6 | Спортска дворана у Трондхејму, Трондхејм Гледалаца: 3.809 Судије: Мажеика, Гателис (ЛИТ) |
| 13. јануар 2020. 20:30 | 8× 2×     | Детаљи    | 2×       | Спортска дворана у Трондхејму, Трондхејм Гледалаца: 3.809 Судије: Мажеика, Гателис (ЛИТ) |

### Група Д
| Поз. | Репрезентација      | О | П | Н | И | ГД | ГП | ГР  | Бод. | Квалификација |
| ---- | ------------------- | - | - | - | - | -- | -- | --- | ---- | ------------- |
| 1.   | Норвешка            | 3 | 3 | 0 | 0 | 94 | 80 | +14 | 6    | Главна рунда  |
| 2.   | Португалија         | 3 | 2 | 0 | 1 | 83 | 83 | 0   | 4    | Главна рунда  |
| 3.   | Француска           | 3 | 1 | 0 | 2 | 82 | 79 | −3  | 2    |               |
| 4.   | Босна и Херцеговина | 3 | 0 | 0 | 3 | 73 | 90 | −17 | 0    |               |

| 10. јануар 2020. 18:15 | Француска | 25 : 28   | Португалија | Спортска дворана у Трондхејму, Трондхејм Гледалаца: 7.507 Судије: Сондорс, Лицис (ЛЕТ) |
| 10. јануар 2020. 18:15 | Мем 5     | (11 : 12) | Бранкињо 5  | Спортска дворана у Трондхејму, Трондхејм Гледалаца: 7.507 Судије: Сондорс, Лицис (ЛЕТ) |
| 10. јануар 2020. 18:15 | 3× 2×     | Детаљи    | 4× 1×       | Спортска дворана у Трондхејму, Трондхејм Гледалаца: 7.507 Судије: Сондорс, Лицис (ЛЕТ) |

| 10. јануар 2020. 20:30 | Норвешка   | 32 : 26   | Босна и Херцеговина | Спортска дворана у Трондхејму, Трондхејм Гледалаца: 8.232 Судије: Шулце, Тенис (НЕМ) |
| 10. јануар 2020. 20:30 | Сагосен 12 | (17 : 12) | Прце 7              | Спортска дворана у Трондхејму, Трондхејм Гледалаца: 8.232 Судије: Шулце, Тенис (НЕМ) |
| 10. јануар 2020. 20:30 | 4× 1×      | Детаљи    | 6× 1×               | Спортска дворана у Трондхејму, Трондхејм Гледалаца: 8.232 Судије: Шулце, Тенис (НЕМ) |

| 12. јануар 2020. 16:00 | Португалија | 27 : 24   | Босна и Херцеговина | Спортска дворана у Трондхејму, Трондхејм Гледалаца: 7.936 Судије: Мажеика, Гателис (ЛИТ) |
| 12. јануар 2020. 16:00 | Портела 10  | (12 : 11) | Прце 5              | Спортска дворана у Трондхејму, Трондхејм Гледалаца: 7.936 Судије: Мажеика, Гателис (ЛИТ) |
| 12. јануар 2020. 16:00 | 3× 1×       | Детаљи    | 4× 2×               | Спортска дворана у Трондхејму, Трондхејм Гледалаца: 7.936 Судије: Мажеика, Гателис (ЛИТ) |

| 12. јануар 2020. 18:15 | Француска  | 26 : 28   | Норвешка   | Спортска дворана у Трондхејму, Трондхејм Гледалаца: 8.932 Судије: Хорачек, Новотни (ЧЕШ) |
| 12. јануар 2020. 18:15 | Фабрегас 8 | (15 : 14) | Сагосен 10 | Спортска дворана у Трондхејму, Трондхејм Гледалаца: 8.932 Судије: Хорачек, Новотни (ЧЕШ) |
| 12. јануар 2020. 18:15 | 5× 1×      | Детаљи    | 2× 3×      | Спортска дворана у Трондхејму, Трондхејм Гледалаца: 8.932 Судије: Хорачек, Новотни (ЧЕШ) |

| 14. јануар 2020. 18:15 | Босна и Херцеговина | 23 : 31   | Француска | Спортска дворана у Трондхејму, Трондхејм Гледалаца: 7.937 Судије: Јуриновић, Мрвица (ХРВ) |
| 14. јануар 2020. 18:15 | Панић 9             | (13 : 14) | Порт 7    | Спортска дворана у Трондхејму, Трондхејм Гледалаца: 7.937 Судије: Јуриновић, Мрвица (ХРВ) |
| 14. јануар 2020. 18:15 | 4×                  | Детаљи    | 2×        | Спортска дворана у Трондхејму, Трондхејм Гледалаца: 7.937 Судије: Јуриновић, Мрвица (ХРВ) |

| 14. јануар 2020. 20:30 | Португалија | 28 : 34   | Норвешка | Спортска дворана у Трондхејму, Трондхејм Гледалаца: 9.069 Судије: Бадура, Ондогрекула (СВК) |
| 14. јануар 2020. 20:30 | Ареја 5     | (14 : 16) | Јондал 7 | Спортска дворана у Трондхејму, Трондхејм Гледалаца: 9.069 Судије: Бадура, Ондогрекула (СВК) |
| 14. јануар 2020. 20:30 | 6× 2×       | Детаљи    | 5× 3×    | Спортска дворана у Трондхејму, Трондхејм Гледалаца: 9.069 Судије: Бадура, Ондогрекула (СВК) |

### Група Е
| Поз. | Репрезентација | О | П | Н | И | ГД | ГП | ГР  | Бод. | Квалификација |
| ---- | -------------- | - | - | - | - | -- | -- | --- | ---- | ------------- |
| 1.   | Мађарска       | 3 | 2 | 1 | 0 | 74 | 67 | +7  | 5    | Главна рунда  |
| 2.   | Исланд         | 3 | 2 | 0 | 1 | 83 | 77 | +6  | 4    | Главна рунда  |
| 3.   | Данска         | 3 | 1 | 1 | 1 | 85 | 83 | +2  | 3    |               |
| 4.   | Русија         | 3 | 0 | 0 | 3 | 76 | 91 | −15 | 0    |               |

| 11. јануар 2020. 16:00 | Мађарска | 26 : 25   | Русија     | Малме арена, Малме Гледалаца: 9.202 Судије: Јуриновић, Мрвица (ХРВ) |
| 11. јануар 2020. 16:00 | Балог 7  | (14 : 13) | Санталов 5 | Малме арена, Малме Гледалаца: 9.202 Судије: Јуриновић, Мрвица (ХРВ) |
| 11. јануар 2020. 16:00 | 3× 2×    | Детаљи    | 2×         | Малме арена, Малме Гледалаца: 9.202 Судије: Јуриновић, Мрвица (ХРВ) |

| 11. јануар 2020. 18:15 | Данска   | 30 : 31   | Исланд       | Малме арена, Малме Гледалаца: 10.593 Судије: Павићевић, Ражнатовић (ЦГ) |
| 11. јануар 2020. 18:15 | Хансен 9 | (15 : 15) | Палмарсон 10 | Малме арена, Малме Гледалаца: 10.593 Судије: Павићевић, Ражнатовић (ЦГ) |
| 11. јануар 2020. 18:15 | 3× 1×    | Детаљи    | 4× 2×        | Малме арена, Малме Гледалаца: 10.593 Судије: Павићевић, Ражнатовић (ЦГ) |

| 13. јануар 2020. 18:15 | Исланд          | 34 : 23   | Русија    | Малме арена, Малме Гледалаца: 7.099 Судије: Начевски, Николов (МКД) |
| 13. јануар 2020. 18:15 | три играча по 6 | (18 : 11) | Калараш 6 | Малме арена, Малме Гледалаца: 7.099 Судије: Начевски, Николов (МКД) |
| 13. јануар 2020. 18:15 | 4× 2×           | Детаљи    | 4× 3×     | Малме арена, Малме Гледалаца: 7.099 Судије: Начевски, Николов (МКД) |

| 13. јануар 2020. 20:30 | Данска    | 24 : 24   | Мађарска | Малме арена, Малме Гледалаца: 8.377 Судије: Сондорс, Лицис (ЛЕТ) |
| 13. јануар 2020. 20:30 | Браминг 6 | (11 : 13) | Балог 7  | Малме арена, Малме Гледалаца: 8.377 Судије: Сондорс, Лицис (ЛЕТ) |
| 13. јануар 2020. 20:30 | 2× 3×     | Детаљи    | 4× 3×    | Малме арена, Малме Гледалаца: 8.377 Судије: Сондорс, Лицис (ЛЕТ) |

| 15. јануар 2020. 18:15 | Исланд                 | 18 : 24  | Мађарска  | Малме арена, Малме Гледалаца: 7.587 Судије: Марин, Гарсија (ШПА) |
| 15. јануар 2020. 18:15 | Палмарсон, Сигурдсон 4 | (12 : 9) | Банхиди 8 | Малме арена, Малме Гледалаца: 7.587 Судије: Марин, Гарсија (ШПА) |
| 15. јануар 2020. 18:15 | 4× 1×                  | Детаљи   | 4× 2×     | Малме арена, Малме Гледалаца: 7.587 Судије: Марин, Гарсија (ШПА) |

| 15. јануар 2020. 20:30 | Русија   | 28 : 31   | Данска   | Малме арена, Малме Гледалаца: 8.978 Судије: Бркић, Јусуфхоџић (АУС) |
| 15. јануар 2020. 20:30 | Сорока 6 | (15 : 12) | Хансен 7 | Малме арена, Малме Гледалаца: 8.978 Судије: Бркић, Јусуфхоџић (АУС) |
| 15. јануар 2020. 20:30 | 3×       | Детаљи    | 2× 1×    | Малме арена, Малме Гледалаца: 8.978 Судије: Бркић, Јусуфхоџић (АУС) |

### Група Ф
| Поз. | Репрезентација | О | П | Н | И | ГД | ГП | ГР  | Бод. | Квалификација |
| ---- | -------------- | - | - | - | - | -- | -- | --- | ---- | ------------- |
| 1.   | Словенија      | 3 | 3 | 0 | 0 | 76 | 67 | +9  | 6    | Главна рунда  |
| 2.   | Шведска        | 3 | 2 | 0 | 1 | 81 | 68 | +13 | 4    | Главна рунда  |
| 3.   | Швајцарска     | 3 | 1 | 0 | 2 | 77 | 87 | −10 | 2    |               |
| 4.   | Пољска         | 3 | 0 | 0 | 3 | 73 | 85 | −12 | 0    |               |

| 10. јануар 2020. 18:15 | Словенија                | 26 : 23   | Пољска   | Скандинавијум, Гетеборг Гледалаца: 7.276 Судије: Хорачек, Новотни (ЧЕШ) |
| 10. јануар 2020. 18:15 | Благотиншек, Мачковшек 5 | (13 : 11) | Морито 8 | Скандинавијум, Гетеборг Гледалаца: 7.276 Судије: Хорачек, Новотни (ЧЕШ) |
| 10. јануар 2020. 18:15 | 5× 1×                    | Детаљи    | 5×       | Скандинавијум, Гетеборг Гледалаца: 7.276 Судије: Хорачек, Новотни (ЧЕШ) |

| 10. јануар 2020. 20:30 | Шведска      | 34 : 21   | Швајцарска | Скандинавијум, Гетеборг Гледалаца: 11.644 Судије: Марин, Гарсија (ШПА) |
| 10. јануар 2020. 20:30 | три играча 6 | (20 : 13) | Шмид 4     | Скандинавијум, Гетеборг Гледалаца: 11.644 Судије: Марин, Гарсија (ШПА) |
| 10. јануар 2020. 20:30 | 4×           | Детаљи    | 4×         | Скандинавијум, Гетеборг Гледалаца: 11.644 Судије: Марин, Гарсија (ШПА) |

| 12. јануар 2020. 16:00 | Швајцарска | 31 : 24   | Пољска  | Скандинавијум, Гетеборг Гледалаца: 8.061 Судије: Бркић, Јусуфхоџић (АУС) |
| 12. јануар 2020. 16:00 | Шмид 15    | (14 : 12) | Сићко 5 | Скандинавијум, Гетеборг Гледалаца: 8.061 Судије: Бркић, Јусуфхоџић (АУС) |
| 12. јануар 2020. 16:00 | 5× 2×      | Детаљи    | 4× 2×   | Скандинавијум, Гетеборг Гледалаца: 8.061 Судије: Бркић, Јусуфхоџић (АУС) |

| 12. јануар 2020. 18:15 | Шведска      | 19 : 21  | Словенија | Скандинавијум, Гетеборг Гледалаца: 11.896 Судије: Шулце, Тенис (НЕМ) |
| 12. јануар 2020. 18:15 | Готфридсон 5 | (9 : 10) | Доленац 7 | Скандинавијум, Гетеборг Гледалаца: 11.896 Судије: Шулце, Тенис (НЕМ) |
| 12. јануар 2020. 18:15 | 5× 1×        | Детаљи   | 3× 2×     | Скандинавијум, Гетеборг Гледалаца: 11.896 Судије: Шулце, Тенис (НЕМ) |

| 14. јануар 2020. 18:15 | Швајцарска | 25 : 29   | Словенија | Скандинавијум, Гетеборг Гледалаца: 6.731 Судије: Павићевић, Ражнатовић (ЦГ) |
| 14. јануар 2020. 18:15 | Шмид 8     | (10 : 16) | Зарабец 6 | Скандинавијум, Гетеборг Гледалаца: 6.731 Судије: Павићевић, Ражнатовић (ЦГ) |
| 14. јануар 2020. 18:15 | 6× 2×      | Детаљи    | 2×        | Скандинавијум, Гетеборг Гледалаца: 6.731 Судије: Павићевић, Ражнатовић (ЦГ) |

| 14. јануар 2020. 20:30 | Пољска  | 26 : 28   | Шведска            | Скандинавијум, Гетеборг Гледалаца: 11.061 Судије: Николов, Начевски (МКД) |
| 14. јануар 2020. 20:30 | Сићко 8 | (13 : 14) | четири играча по 5 | Скандинавијум, Гетеборг Гледалаца: 11.061 Судије: Николов, Начевски (МКД) |
| 14. јануар 2020. 20:30 | 3× 2×   | Детаљи    | 3× 2×              | Скандинавијум, Гетеборг Гледалаца: 11.061 Судије: Николов, Начевски (МКД) |

## Главна рунда

### Група I
| Поз. | Репрезентација | О | П | Н | И | ГД  | ГП  | ГР  | Бод. | Квалификација          |
| ---- | -------------- | - | - | - | - | --- | --- | --- | ---- | ---------------------- |
| 1.   | Шпанија        | 5 | 4 | 1 | 0 | 153 | 127 | +26 | 9    | Полуфинале             |
| 2.   | Хрватска       | 5 | 4 | 1 | 0 | 127 | 113 | +14 | 9    | Полуфинале             |
| 3.   | Немачка        | 5 | 3 | 0 | 2 | 141 | 125 | +16 | 6    | Утакмица за пето место |
| 4.   | Аустрија       | 5 | 1 | 1 | 3 | 139 | 156 | −17 | 3    |                        |
| 5.   | Белорусија     | 5 | 1 | 1 | 3 | 138 | 160 | −22 | 3    |                        |
| 6.   | Чешка          | 5 | 0 | 0 | 5 | 122 | 139 | −17 | 0    |                        |

| 16. јануар 2020. 16:00 | Шпанија             | 31 : 25  | Чешка      | Бечка градска дворана, Беч Гледалаца: 3.986 Судије: Брунер, Сала (ШВА) |
| 16. јануар 2020. 16:00 | Дујшебајев, Перез 5 | (14 : 9) | Здрахала 8 | Бечка градска дворана, Беч Гледалаца: 3.986 Судије: Брунер, Сала (ШВА) |
| 16. јануар 2020. 16:00 | 4× 1×               | Детаљи   | 6× 2×      | Бечка градска дворана, Беч Гледалаца: 3.986 Судије: Брунер, Сала (ШВА) |

| 16. јануар 2020. 18:15 | Хрватска | 27 : 23  | Аустрија | Бечка градска дворана, Беч Гледалаца: 8.217 Судије: Пишон, Реве (ФРА) |
| 16. јануар 2020. 18:15 | Хорват 6 | (13 : 8) | Вебер 6  | Бечка градска дворана, Беч Гледалаца: 8.217 Судије: Пишон, Реве (ФРА) |
| 16. јануар 2020. 18:15 | 1×       | Детаљи   | 5× 1×    | Бечка градска дворана, Беч Гледалаца: 8.217 Судије: Пишон, Реве (ФРА) |

| 16. јануар 2020. 20:30 | Белорусија | 23 : 31   | Немачка     | Бечка градска дворана, Беч Гледалаца: 5.267 Судије: Куртагик, Ветервик (ШВЕ) |
| 16. јануар 2020. 20:30 | Кулеш 6    | (11 : 18) | Кастенинг 6 | Бечка градска дворана, Беч Гледалаца: 5.267 Судије: Куртагик, Ветервик (ШВЕ) |
| 16. јануар 2020. 20:30 | 4× 1×      | Детаљи    | 5× 1×       | Бечка градска дворана, Беч Гледалаца: 5.267 Судије: Куртагик, Ветервик (ШВЕ) |

| 18. јануар 2020. 16:00 | Белорусија | 28 : 25   | Чешка      | Бечка градска дворана, Беч Гледалаца: 6.007 Судије: Мажеика, Гателис (ЛИТ) |
| 18. јануар 2020. 16:00 | Ваилупов 6 | (13 : 11) | Здрахала 7 | Бечка градска дворана, Беч Гледалаца: 6.007 Судије: Мажеика, Гателис (ЛИТ) |
| 18. јануар 2020. 16:00 | 5× 2×      | Детаљи    | 6× 1×      | Бечка градска дворана, Беч Гледалаца: 6.007 Судије: Мажеика, Гателис (ЛИТ) |

| 18. јануар 2020. 18:15 | Шпанија  | 30 : 26   | Аустрија  | Бечка градска дворана, Беч Гледалаца: 9.232 Судије: Јединг, Хансен (ДАН) |
| 18. јануар 2020. 18:15 | Македа 6 | (17 : 16) | Божовић 5 | Бечка градска дворана, Беч Гледалаца: 9.232 Судије: Јединг, Хансен (ДАН) |
| 18. јануар 2020. 18:15 | 3×       | Детаљи    | 2× 1×     | Бечка градска дворана, Беч Гледалаца: 9.232 Судије: Јединг, Хансен (ДАН) |

| 18. јануар 2020. 20:30 | Хрватска  | 25 : 24   | Немачка         | Бечка градска дворана, Беч Гледалаца: 9.307 Судије: Сантош, Фонсека (ПОР) |
| 18. јануар 2020. 20:30 | Карачић 7 | (11 : 14) | четири играча 4 | Бечка градска дворана, Беч Гледалаца: 9.307 Судије: Сантош, Фонсека (ПОР) |
| 18. јануар 2020. 20:30 | 4× 2×     | Детаљи    | 8× 2×           | Бечка градска дворана, Беч Гледалаца: 9.307 Судије: Сантош, Фонсека (ПОР) |

| 20. јануар 2020. 16:00 | Хрватска | 22 : 21  | Чешка      | Бечка градска дворана, Беч Гледалаца: 6.862 Судије: Куртагик, Ветервик (ШВЕ) |
| 20. јануар 2020. 16:00 | Мамић 5  | (11 : 9) | Здрахала 7 | Бечка градска дворана, Беч Гледалаца: 6.862 Судије: Куртагик, Ветервик (ШВЕ) |
| 20. јануар 2020. 16:00 | 4× 1×    | Детаљи   | 3× 1×      | Бечка градска дворана, Беч Гледалаца: 6.862 Судије: Куртагик, Ветервик (ШВЕ) |

| 20. јануар 2020. 18:15 | Белорусија | 28 : 37   | Шпанија                 | Бечка градска дворана, Беч Гледалаца: 6.149 Судије: Сантош, Фонсека (ПОР) |
| 20. јануар 2020. 18:15 | Ваилупов 8 | (16 : 17) | Фернандез Перез, Соле 7 | Бечка градска дворана, Беч Гледалаца: 6.149 Судије: Сантош, Фонсека (ПОР) |
| 20. јануар 2020. 18:15 | 5× 1×      | Детаљи    | 3× 1×                   | Бечка градска дворана, Беч Гледалаца: 6.149 Судије: Сантош, Фонсека (ПОР) |

| 20. јануар 2020. 20:30 | Аустрија | 22 : 34   | Немачка     | Бечка градска дворана, Беч Гледалаца: 9.037 Судије: Начевски, Николов (МАК) |
| 20. јануар 2020. 20:30 | Билик 5  | (13 : 16) | Кастенинг 6 | Бечка градска дворана, Беч Гледалаца: 9.037 Судије: Начевски, Николов (МАК) |
| 20. јануар 2020. 20:30 | 4× 2×    | Детаљи    | 2×          | Бечка градска дворана, Беч Гледалаца: 9.037 Судије: Начевски, Николов (МАК) |

| 22. јануар 2020. 16:00 | Хрватска   | 22 : 22   | Шпанија      | Бечка градска дворана, Беч Гледалаца: 7.891 Судије: Мажеика, Гателис (ЛИТ) |
| 22. јануар 2020. 16:00 | Карачић 10 | (11 : 12) | Дујшебајев 6 | Бечка градска дворана, Беч Гледалаца: 7.891 Судије: Мажеика, Гателис (ЛИТ) |
| 22. јануар 2020. 16:00 | 4×         | Детаљи    | 5×           | Бечка градска дворана, Беч Гледалаца: 7.891 Судије: Мажеика, Гателис (ЛИТ) |

| 22. јануар 2020. 18:15 | Белорусија  | 36 : 36   | Аустрија | Бечка градска дворана, Беч Гледалаца: 6.897 Судије: Брунер, Сала (ШВА) |
| 22. јануар 2020. 18:15 | Ваилупов 12 | (19 : 17) | Блик 7   | Бечка градска дворана, Беч Гледалаца: 6.897 Судије: Брунер, Сала (ШВА) |
| 22. јануар 2020. 18:15 | 3×          | Детаљи    | 4× 1×    | Бечка градска дворана, Беч Гледалаца: 6.897 Судије: Брунер, Сала (ШВА) |

| 22. јануар 2020. 20:30 | Чешка   | 22 : 26   | Немачка | Бечка градска дворана, Беч Гледалаца: 5.000 Судије: Павићевић, Ражнатовић (ЦГ) |
| 22. јануар 2020. 20:30 | Бабак 5 | (10 : 13) | Вебер 5 | Бечка градска дворана, Беч Гледалаца: 5.000 Судије: Павићевић, Ражнатовић (ЦГ) |
| 22. јануар 2020. 20:30 | 8×      | Детаљи    | 6× 1×   | Бечка градска дворана, Беч Гледалаца: 5.000 Судије: Павићевић, Ражнатовић (ЦГ) |

### Група II
| Поз. | Репрезентација | О | П | Н | И | ГД  | ГП  | ГР  | Бод. | Квалификација          |
| ---- | -------------- | - | - | - | - | --- | --- | --- | ---- | ---------------------- |
| 1.   | Норвешка       | 5 | 5 | 0 | 0 | 157 | 135 | +22 | 10   | Полуфинале             |
| 2.   | Словенија      | 5 | 3 | 0 | 2 | 138 | 132 | +6  | 6    | Полуфинале             |
| 3.   | Португалија    | 5 | 2 | 0 | 3 | 146 | 142 | +4  | 4    | Утакмица за пето место |
| 4.   | Шведска        | 5 | 2 | 0 | 3 | 120 | 122 | −2  | 4    |                        |
| 5.   | Мађарска       | 5 | 2 | 0 | 3 | 126 | 140 | −14 | 4    |                        |
| 6.   | Исланд         | 5 | 1 | 0 | 4 | 126 | 142 | −16 | 2    |                        |

| 17. јануар 2020. 16:00 | Словенија | 30 : 27   | Исланд   | Малме арена, Малме Гледалаца: 6.026 Судије: Начевски, Николов (МКД) |
| 17. јануар 2020. 16:00 | Бомбач 9  | (15 : 14) | Елисон 6 | Малме арена, Малме Гледалаца: 6.026 Судије: Начевски, Николов (МКД) |
| 17. јануар 2020. 16:00 | 4× 1×     | Детаљи    | 4× 2×    | Малме арена, Малме Гледалаца: 6.026 Судије: Начевски, Николов (МКД) |

| 17. јануар 2020. 18:15 | Норвешка  | 36 : 29   | Мађарска         | Малме арена, Малме Гледалаца: 8.078 Судије: Павићевић, Ражнатовић (ЦГ) |
| 17. јануар 2020. 18:15 | Сагосен 7 | (20 : 12) | Лигетвари, Нађ 5 | Малме арена, Малме Гледалаца: 8.078 Судије: Павићевић, Ражнатовић (ЦГ) |
| 17. јануар 2020. 18:15 | 4× 3×     | Детаљи    | 4× 3×            | Малме арена, Малме Гледалаца: 8.078 Судије: Павићевић, Ражнатовић (ЦГ) |

| 17. јануар 2020. 20:30 | Португалија     | 35 : 25   | Шведска            | Малме арена, Малме Гледалаца: 10.135 Судије: Губица, Милошевић (ХРВ) |
| 17. јануар 2020. 20:30 | три играча по 6 | (15 : 12) | Нилсон, Петерсон 4 | Малме арена, Малме Гледалаца: 10.135 Судије: Губица, Милошевић (ХРВ) |
| 17. јануар 2020. 20:30 | 5× 1×           | Детаљи    | 2× 1×              | Малме арена, Малме Гледалаца: 10.135 Судије: Губица, Милошевић (ХРВ) |

| 19. јануар 2020. 14:00 | Португалија      | 25 : 28   | Исланд     | Малме арена, Малме Гледалаца: 6.199 Судије: Хорачек, Новотни (ЧЕШ) |
| 19. јануар 2020. 14:00 | Ареја, Мартинс 4 | (12 : 14) | Смарасон 8 | Малме арена, Малме Гледалаца: 6.199 Судије: Хорачек, Новотни (ЧЕШ) |
| 19. јануар 2020. 14:00 | 4× 2×            | Детаљи    | 4× 3×      | Малме арена, Малме Гледалаца: 6.199 Судије: Хорачек, Новотни (ЧЕШ) |

| 19. јануар 2020. 16:15 | Словенија | 28 : 29   | Мађарска  | Малме арена, Малме Гледалаца: 8.304 Судије: Ралуј, Сабросо (ШПА) |
| 19. јануар 2020. 16:15 | Доленец 8 | (16 : 13) | Банхиди 9 | Малме арена, Малме Гледалаца: 8.304 Судије: Ралуј, Сабросо (ШПА) |
| 19. јануар 2020. 16:15 | 5× 2×     | Детаљи    | 5× 2×     | Малме арена, Малме Гледалаца: 8.304 Судије: Ралуј, Сабросо (ШПА) |

| 19. јануар 2020. 18:30 | Норвешка  | 23 : 20  | Шведска | Малме арена, Малме Гледалаца: 10.141 Судије: Гајпел, Хелбиг (НЕМ) |
| 19. јануар 2020. 18:30 | Сагосен 8 | (12 : 8) | Пелас 5 | Малме арена, Малме Гледалаца: 10.141 Судије: Гајпел, Хелбиг (НЕМ) |
| 19. јануар 2020. 18:30 | 5× 2×     | Детаљи   | 1× 2×   | Малме арена, Малме Гледалаца: 10.141 Судије: Гајпел, Хелбиг (НЕМ) |

| 21. јануар 2020. 16:00 | Португалија | 24 : 29   | Словенија            | Малме арена, Малме Гледалаца: 3.001 Судије: Јединг, Хансен (ДАН) |
| 21. јануар 2020. 16:00 | Гомеш 6     | (15 : 14) | Доленец, Мачковшек 6 | Малме арена, Малме Гледалаца: 3.001 Судије: Јединг, Хансен (ДАН) |
| 21. јануар 2020. 16:00 | 5× 1×       | Детаљи    | 4× 2×                | Малме арена, Малме Гледалаца: 3.001 Судије: Јединг, Хансен (ДАН) |

| 21. јануар 2020. 18:15 | Норвешка  | 31 : 28   | Исланд       | Малме арена, Малме Гледалаца: 4.725 |
| 21. јануар 2020. 18:15 | Сагосен 9 | (19 : 12) | Гудмундсон 6 | Малме арена, Малме Гледалаца: 4.725 |
| 21. јануар 2020. 18:15 | 6× 2×     | Детаљи    | 4× 1×        | Малме арена, Малме Гледалаца: 4.725 |

| 21. јануар 2020. 20:30 | Мађарска | 18 : 24  | Шведска             | Малме арена, Малме Гледалаца: 6.977 Судије: Хорачек, Новотни (ЧЕШ) |
| 21. јануар 2020. 20:30 | Сита 4   | (9 : 10) | Готфридсон, Пелас 5 | Малме арена, Малме Гледалаца: 6.977 Судије: Хорачек, Новотни (ЧЕШ) |
| 21. јануар 2020. 20:30 | 3×       | Детаљи   | 1×                  | Малме арена, Малме Гледалаца: 6.977 Судије: Хорачек, Новотни (ЧЕШ) |

| 22. јануар 2020. 16:00 | Португалија | 34 : 26   | Мађарска         | Малме арена, Малме Гледалаца: 2.930 Судије: Гајпел, Хелбиг (НЕМ) |
| 22. јануар 2020. 16:00 | Мореира 7   | (16 : 14) | Балог, Банхиди 5 | Малме арена, Малме Гледалаца: 2.930 Судије: Гајпел, Хелбиг (НЕМ) |
| 22. јануар 2020. 16:00 | 3×          | Детаљи    | 2×               | Малме арена, Малме Гледалаца: 2.930 Судије: Гајпел, Хелбиг (НЕМ) |

| 22. јануар 2020. 18:15 | Норвешка   | 33 : 30   | Словенија       | Малме арена, Малме Гледалаца: 4.824 Судије: Пишон, Реве (ФРА) |
| 22. јануар 2020. 18:15 | Гуликсен 7 | (14 : 13) | Цехте, Кодрин 5 | Малме арена, Малме Гледалаца: 4.824 Судије: Пишон, Реве (ФРА) |
| 22. јануар 2020. 18:15 | 3× 1×      | Детаљи    | 3× 1×           | Малме арена, Малме Гледалаца: 4.824 Судије: Пишон, Реве (ФРА) |

| 22. јануар 2020. 20:30 | Исланд                | 25 : 32   | Шведска  | Малме арена, Малме Гледалаца: 7.153 Судије: Губица, Милошевић (ХРВ) |
| 22. јануар 2020. 20:30 | Елисон, Кристјансон 5 | (11 : 18) | Нилсон 7 | Малме арена, Малме Гледалаца: 7.153 Судије: Губица, Милошевић (ХРВ) |
| 22. јануар 2020. 20:30 | 2×                    | Детаљи    | 4× 1×    | Малме арена, Малме Гледалаца: 7.153 Судије: Губица, Милошевић (ХРВ) |

## Елиминациона фаза
|  | Полуфинала | Полуфинала |                         |    | Финале | Финале |
|  |            |            |                         |    |        |        |
|  | 24. јануар |            |                         |    |        |        |
|  |            |            |                         |    |        |        |
|  | Шпанија    | 34         |                         |    |        |        |
|  | Шпанија    | 34         | 26. јануар              |    |        |        |
|  | Словенија  | 32         |                         |    |        |        |
|  | Словенија  | 32         | Шпанија                 | 22 |        |        |
|  | 24. јануар |            | Шпанија                 | 22 |        |        |
|  |            | Хрватска   | 20                      |    |        |        |
|  | Норвешка   | Хрватска   | 20                      | 28 |        |        |
|  | Норвешка   |            |                         | 28 |        |        |
|  | Хрватска   | 29         |                         |    |        |        |
|  | Хрватска   | 29         | Утакмица за треће место |    |        |        |
|  |            |            |                         |    |        |        |
|  | 25. јануар |            |                         |    |        |        |
|  |            |            |                         |    |        |        |
|  | Словенија  | 20         |                         |    |        |        |
|  | Словенија  | 20         |                         |    |        |        |
|  | Норвешка   | 28         |                         |    |        |        |

### Полуфинала
| 24. јануар 2020. 18:00 | Норвешка  | 28 : 29 (прод.) | Хрватска | Теле2 арена, Стокхолм |
| 24. јануар 2020. 18:00 | (10 : 12) |                 |          | Теле2 арена, Стокхолм |
| 24. јануар 2020. 18:00 | 4× 3×     | Детаљи          | 6× 2×    | Теле2 арена, Стокхолм |

| 24. јануар 2020. 20:30 | Шпанија   | 34 : 32 | Словенија | Теле2 арена, Стокхолм |
| 24. јануар 2020. 20:30 | (20 : 15) |         |           | Теле2 арена, Стокхолм |
| 24. јануар 2020. 20:30 | 3×        | Детаљи  | 4× 2×     | Теле2 арена, Стокхолм |

### Утакмица за пето место
| 25. јануар 2020. 16:00 | Немачка   | 29 : 27 | Португалија | Теле2 арена, Стокхолм |
| 25. јануар 2020. 16:00 | (14 : 13) |         |             | Теле2 арена, Стокхолм |
| 25. јануар 2020. 16:00 | 3× 1×     | Детаљи  | 4× 1×       | Теле2 арена, Стокхолм |

### Утакмица за треће место
| 25. јануар 2020. 18:30 | Словенија | 20 : 28 | Норвешка | Теле2 арена, Стокхолм |
| 25. јануар 2020. 18:30 | (9 : 12)  |         |          | Теле2 арена, Стокхолм |
| 25. јануар 2020. 18:30 | 4× 3×     | Детаљи  | 5× 1×    | Теле2 арена, Стокхолм |

### Финале
| 26. јануар 2020. 16:30 | Шпанија   | 22 : 20 | Хрватска | Теле2 арена, Стокхолм |
| 26. јануар 2020. 16:30 | (12 : 11) |         |          | Теле2 арена, Стокхолм |
| 26. јануар 2020. 16:30 | Детаљи    |         |          | Теле2 арена, Стокхолм |

## Коначни поредак
| Место | Репрезентација      |
| ----- | ------------------- |
|       | Шпанија             |
| 2     | Хрватска            |
| 3     | Норвешка            |
| 4     | Словенија           |
| 5     | Немачка             |
| 6     | Португалија         |
| 7     | Шведска2            |
| 8     | Аустрија            |
| 9     | Мађарска            |
| 10    | Белорусија          |
| 11    | Исланд              |
| 12    | Чешка               |
| 13    | Данска1             |
| 14    | Француска2          |
| 15    | Северна Македонија  |
| 16    | Швајцарска          |
| 17    | Холандија           |
| 18    | Црна Гора           |
| 19    | Украјина            |
| 20    | Србија              |
| 21    | Пољска              |
| 22    | Русија              |
| 23    | Босна и Херцеговина |
| 24    | Летонија            |

|  | Квалификован за Светско првенство 2021. и Олимпијске игре 2020. |
|  | Квалификован за Светско првенство 2021.                         |
|  | Квалификован за Олимпијски квалификациони турнир                |

1Квалификован за Светско првенство 2021. и Олимпијске игре 2020. као победник Светског првенства 2019.
2Квалификован за Олимпијски квалификациони турнир као освајач бронзане медаље са Светског првенства 2019.